# Mestre Piranga
Mestre Piranga, ou ainda Mestre de Piranga, é um dos principais artistas do barroco mineiro. Acredita-se que o pseudônimo diz respeito a uma oficina, muito atuante na segunda metade do século XVIII, nas frequesias de Guarapiranga e Rio Pomba. Estudiosos afirmam que os principais integrantes dessa oficina seriam os irmãos José de Meireles Pinto e Antônio de Meireles Pinto.

## Identidade
É desconhecida a verdadeira identidade de Mestre Piranga. Sabe-se que as suas esculturas são encontradas, majoritariamente, no vale do rio Piranga, ao sul de Ouro Preto. A palavra "Mestre" poderia dizer respeito a sua função em uma ofícina de escultores.

## Estilo
A partir de caracteristicas comuns, sobretudo a rudeza escultuária, singular em sua obra, produzidas em um mesmo período temporal, distribuidas pelo Vale do Piranga, concluiu-se que se tratava de um produtor ou de produtores em comum. Dai deu-se o nome de Mestre Piranga.
Dentre as características comuns, singulares, que são a assinatura do escultor, temos os ombros largos, as formas circulares nos joelhos e nas mangas, sulcos profundos entralhados, olhos grandes e esbugalhados. No que diz respeito aos olhos, a caracteristica que mais chama atenção é que enquanto uma das pupilas olha para o chão, outra olha para o céu.
As formas físicas das imagens entalhadas não são uma emulação das imagens vindas além-mar. Os rostos são populares, possuindo traços típicos da miscigenação afro-luso-brasileira. Há também uma referência a população camponesa, como os traços fisionômicos, as constituições de membros, e o destaque as mãos calejadas.
Em uma das principais obras que acreditam ser de sua autoria, o Bom Jesus, parte do Santuário do Bom Jesus do Bacalhau, em Piranga, Jesus Cristo é representado com a marca da forca no pescoço, em possível referência ao enforcamento de Tiradentes. Todo esse conjunto escultuário supracitado, é fruto do envolvimento de variados artesãos e aprendizes que, orientados por um mestre, se alinharam esteticamente a um mesmo padrão.
 

Sobre seu estilo, Dalton Sala afirma que há uma evidente influência de Aleijadinho na obra de Piranga, e explica que sua produção não é uma simples emulação, tendo o ineditismo:
"Não vamos falar de maneirismo, barroco, rococó, isso serve para a Itália. Aqui, não há mais tanto o cânone, uma erudição, mas ele utiliza, por exemplo, na escultura do São Bento, a lição dos hachurados dos beneditinos do século 17, ao mesmo tempo em que aproveita a talha mais solta do Aleijadinho [...] ele reproduz o santo de modelo europeu, mas coloca esse passarinho, inventa algo novo. Como não tem formação erudita, acaba por compensá-la com criatividade."

## Reconhecimento
A sua produção artística é reconhecida no Brasil e no mundo, sendo considerado um ícone do barroco mineiro do século XVIII. Está no panteão dos grandes mestres do barroco mineiro.
As suas obras estão presentes em diversas exposições particulares e em acervos de todo o país. Na região de Piranga, muitas de suas obras se perderam, pelo descaso patrimônial, sendo ainda presente na Igreja de Nossa Senhora do Rosário, e no Santuário do Bom Jesus do Bacalhau. Suas obras também estão na Igreja de São Francisco de Assis, de Mariana e na Igreja de Nossa Senhora das Mercês, em Mercês.